# Grant
Grant – wsparcie finansowe lub pozafinansowe dla osoby bądź organizacji, mające za zadanie realizację określonego celu (najczęściej naukowego, artystycznego lub społecznego), które najczęściej jest przyznawane przez poszczególne państwa, ich organy (głowy państw, rządy, samorządy, agencje państwowe), organizacje międzynarodowe (UNESCO, ONZ, Unia Europejska), instytucje organizacji międzynarodowych (Komisja Europejska, Rada Europy), uczelnie wyższe, związki wyznaniowe, rozmaite fundacje, stowarzyszenia. Często granty są oferowane przez poszczególne firmy (np. Apple, Nokia, Deloitte, Sony Ericsson, Volkswagen) najczęściej na realizację projektów, które dotyczą przedmiotu działalności tych firm. Znacznie rzadziej granty są udzielane przez osoby prywatne.
Wiele organizacji i firm (np. Ministerstwo Nauki i Szkolnictwa Wyższego, Komisja Europejska, Fundacja Batorego, Shell) posiadają całe złożone systemy konkursowe przyznawania grantów. Aby otrzymać grant, należy zazwyczaj wypełnić odpowiedni wniosek dotyczący oferowanego grantu wraz z uzasadnieniem, które może zawierać także sprawozdanie z dotychczasowej działalności osoby lub organizacji ubiegającej się o grant. Wnioski te są oceniane proponując określony sposób ich finansowania bądź pomocy w organizacji. Sposób ten jest zwykle szczegółowo regulowany w umowie pomiędzy organizatorem grantu a jego beneficjentem.